# AbiBac

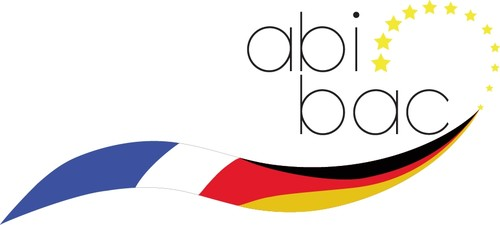
Das Abibac-Logo wurde von Schülern des Lycée Georges-Clémenceau in Montpellier und des Wentzinger Gymnasiums in Freiburg im Anschluss an einen Wettbewerb entwickelt, der im Rahmen des deutsch-französischen Jahres 2013 durchgeführt wurde.

Das AbiBac ist ein deutsch-französisches Abitur.
Der Begriff AbiBac ist ein Kunstwort, das sich aus den ersten Silben der Begriffe ‚Abitur‘ und ‚baccalauréat‘, der französischen Entsprechung zum deutschen Abitur, zusammensetzt. Sowohl Abi als auch Bac sind als Kurzbezeichnungen des jeweiligen Abschlusses umgangssprachlich verbreitet. 
Das AbiBac wird seit den 63. deutsch-französischen Konsultationen in Mülhausen im Mai 1994 angeboten. Der Abschluss wird in beiden Ländern als Hochschulreife vollwertig anerkannt, ohne dass eine Gleichwertigkeit erst noch beantragt werden muss.

## Der Unterricht
Das AbiBac wird je nach Dauer der Schulzeit (G8 oder G9) in den letzten zwei oder drei Schuljahren in der gymnasialen Oberstufe vorbereitet, entweder in sogenannten AbiBac-Klassen oder, mehrheitlich, im normalen Kurssystem, wobei dann bestimmte Kurswahlen (z. B. Leistungskurs Französisch) obligatorisch sind. Die Schüler können nach eigenen Lehrplänen unterrichtet werden, die sich von den deutschen und den französischen unterscheiden, aber von beiden inspiriert sind; in Berlin gelten z. B. dagegen die gleichen Lehrpläne, nach denen auch die nicht-bilingualen Schüler unterrichtet werden. Schwerpunkte im Unterricht und in den Prüfungen sind an deutschen Schulen die französische Sprache sowie zwei auf Französisch erteilte Sachfächer, an französischen Schulen gilt Entsprechendes für die deutsche Sprache.
An den AbiBac-Schulen führt man die Schüler nach Möglichkeit schon ab Klasse 5 (bilingualer Zug) schrittweise an die AbiBac-Oberstufe heran. So haben die Schüler intensiveren Sprachunterricht in Französisch, in der 5. Klasse zum Beispiel sechs Wochenstunden. Die Sachfächer werden ab Klasse 7 immer weniger in der Muttersprache, sondern zweisprachig, das heißt in zunehmendem Anteil auf Französisch unterrichtet, ihre Stundenzahl ist gegenüber dem regulären Unterrichtsplan ebenfalls oft erhöht.
In den AbiBac-Klassen bzw. -Kursen werden zwei Sachfächer grundsätzlich in französischer Sprache unterrichtet, nämlich stets Geschichte, ferner Erdkunde oder Politikwissenschaft bzw. Sozialwissenschaften.
Welches zweite Sachfach neben Geschichte unterrichtet wird, ist in Deutschland Sache der Bundesländer und kann auch je nach Schule oder Schuljahr unterschiedlich entschieden werden. Für diese Sachfächer (Erdkunde, Politik-/Sozialwissenschaften) liegen auch keine gemeinsamen Lehrpläne vor, sondern jedes Bundesland legt die Vorgehensweise individuell fest. Der AbiBac-Lehrplan für Geschichte ist hingegen in Frankreich und bundesweit in Deutschland einheitlich.
In Frankreich gelten Geschichte und Erdkunde als ein einziges Fach (Histoire-Géographie), die hierfür geltenden Lehrpläne sind auch national einheitlich.
Die Lehrpläne für das Fach Französisch sind Ländersache.

## Die Prüfungen
Im Fach Französisch sind die Prüfungsaufgaben Sache des Landes bzw. der Bundesländer. Grundsätzlich gilt jedoch, dass die Prüfungsanforderungen an die AbiBac-Schüler nicht diejenigen übersteigen sollen, die an die regulären Abiturienten im Fach Französisch gestellt werden. Dementsprechend werden AbiBac-Schüler an französischen Schulen im Fach Deutsch auf dem gleichen Niveau geprüft wie ihre Mitschüler im regulären Baccalauréat.
Die AbiBac-Prüfungen werden in Deutschland auch in den beiden Sachfächern auf Französisch abgenommen. Die Prüfungsaufgaben erstellt jedes Bundesland nach den jeweils eigenen Regelungen selbst. Zweitkorrekturen bzw. Durchsicht der AbiBac-Prüfungsarbeiten erfolgen durch einen Prüfer aus dem Partnerland. In diesen Prüfungen wird jedoch allein das Sachfachwissen geprüft. Sprachliche Richtigkeit spielt nur insofern eine Rolle, als die Schüler in der Lage sein müssen, Sachverhalte richtig und verständlich darzustellen. In Frankreich ist die Sprachregelung entsprechend spiegelbildlich. Die Erfolgsquote der AbiBac-Schüler wird mit mehr als 94 % angegeben (CIEP).

## AbiBac-Schulen
Eine Schule muss ihre Möglichkeiten zur Teilnahme am AbiBac-Programm mit dem zuständigen Kultusministerium klären. Die teilnehmenden Schulen sind verpflichtet, mit einer Schule aus dem jeweils anderen Land eine Partnerschaft zu pflegen, der Schüleraustausch muss aber nicht zwingend systematisch erfolgen, vielmehr dient die Partnerschaft dem allgemeinen Erfahrungsaustausch und dem Vertiefen der Sprachkenntnisse und soll auch eine Basis deutsch-französischer Freundschaften darstellen.
2024 bieten 92 französische Lycées das AbiBac an, mit einer entsprechenden Anzahl von deutschen Schulen mit diesem möglichen Abschluss, die nicht alle in Deutschland liegen müssen, wie die Internationale Deutsche Schule Paris.
Das AbiBac ist nicht zu verwechseln mit einem anderen deutsch-französischen Abitur, das ausschließlich an drei Gymnasien vergeben wird.